# Tempo (automobil)
Tempo byla německá firma zabývající se stavbou dodávkových vozidel. Známé jsou zejména tříkolky Tempo a lehký užitkový vůz Tempo Matador. Ve 30. letech 20. století vyvinula lehký terénní vůz Tempo G 1200 4x4, který nebyl až tak úspěšný.

## Historie
Společnost Vidal & Sohn Tempo-Werk byla automobilka v Hamburku-Harburgu založená roku 1928. Vznikla ze společnosti Vidal & Sohn založené v roce 1883 pro poskytování protipožárních služeb firmám dovážejícím uhlí do přístavu. V roce 1927 se německá ekonomika hroutila pod tíhou versailleských reparací a německý průmysl dovážející uhlí se propadl. Max Vidal a jeho syn Oskar se rozhodli vyvinout jednoduchý užitkový vůz podobný oblíbeným vozíkům Goliath. Motorová vozidla s méně než čtyřmi koly a zdvihovým objemem válců menším než 200 cm³ mohla být podle německých zákonů od roku 1928 řízena bez řidičského oprávnění a byla osvobozena od silniční daně.

## Vozy Tempo
První vůz Tempo T1, tříkolový rozvážkový vozík poháněný jednoválcovým dvoudobým motorem ILO objemu 198 cm³ byl sestaven v dílně uhelného skladu roku 1928. Stejně jako Goliath měl ložnou plochu před sedlem řidiče. Nabízena byla i větší verze T2 s motorem objemu 400 cm³. Byly to jen špatně postavené kopie tehdejších dodávkových tříkolek vyráběných množstvím dalších společností. Měli takovou poruchovost, že společnost Tempo musela zaměstnávat servisního mechanika, který byl na zavolání k dispozici zákazníkům.
Důsledkem krachu na newyorské burze a bankrotu konkurenta získala společnost jejího hlavního konstruktéra, který vyřešil problémy předchozích modelů. Nové Tempo T6 s motorem ILO 198 cm³ se podobalo předchůdcům, bylo ale zcela přepracované. Prodávalo se tak dobře, že se společnost přestěhovalo do vlastních větších prostor v Hamburku. Vyrábělo se také Tempo T10 s motorem objemu 350 cm³, od uživatelů ale vyžadovalo řidičský průkaz a placení silniční daně a neprodávalo se natolik dobře. Ještě hůře se prodávalo Tempo Pony, zjednodušené Tempo T6 řízené pomocí řídítek, přestože bylo nejlevnějším vozidlem na trhu.

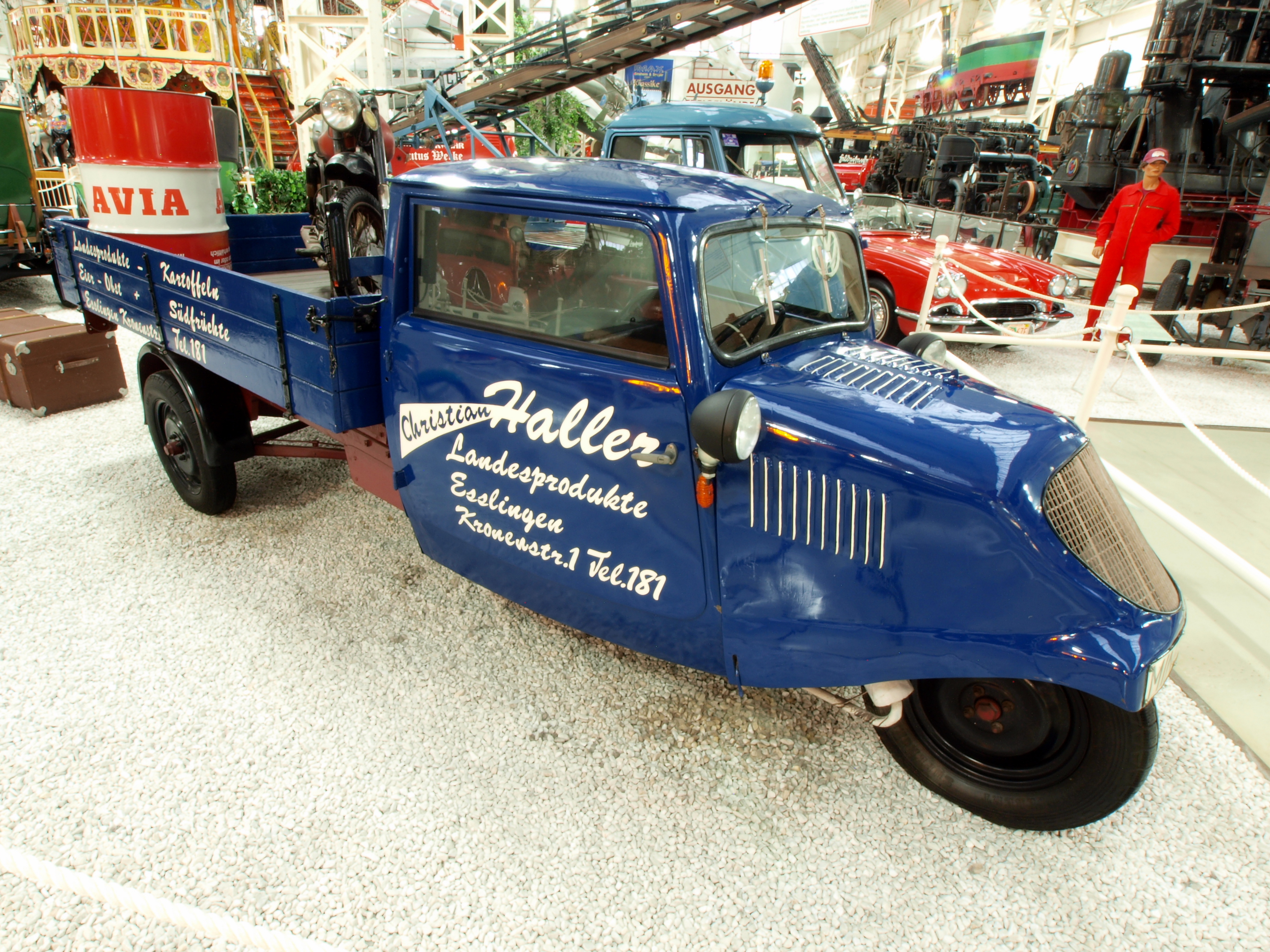
Tempo E 400 identické Standard E1

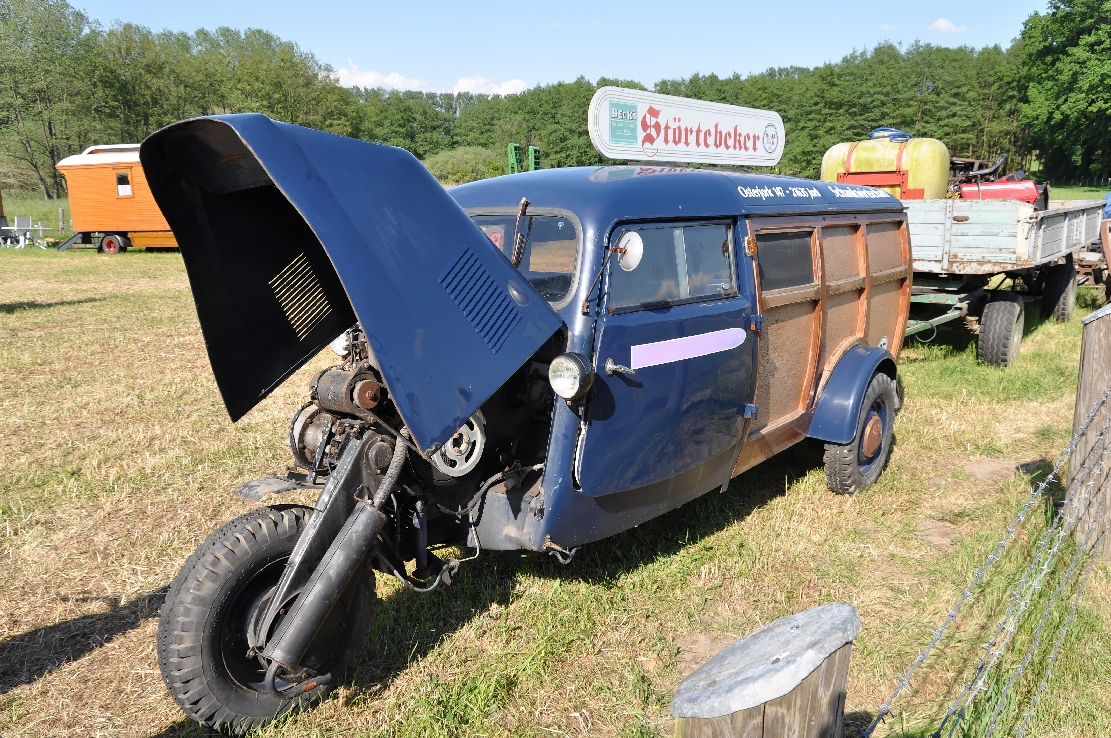
Tempo se zvednutou kapotou

V reakci na hlavního konkurenta společnost Goliath, která v roce 1933 uvedla novou tříkolku s plně uzavřenou kabinou a ložnou plochu za ní Tempo okamžitě představila napodobeninu. Její Tempo Front 6 však mělo pohon předního kola a 400 cm³ motor nad ním, který se při zatáčení s kolem natáčel. Jednodušší konstrukce byla méně nákladná, prostornější a později se z ní vyvinul i německý jednotný lehký užitkový tříkolový vůz Standard E1 vyráběný za druhé světové války mnoha provozovnami.

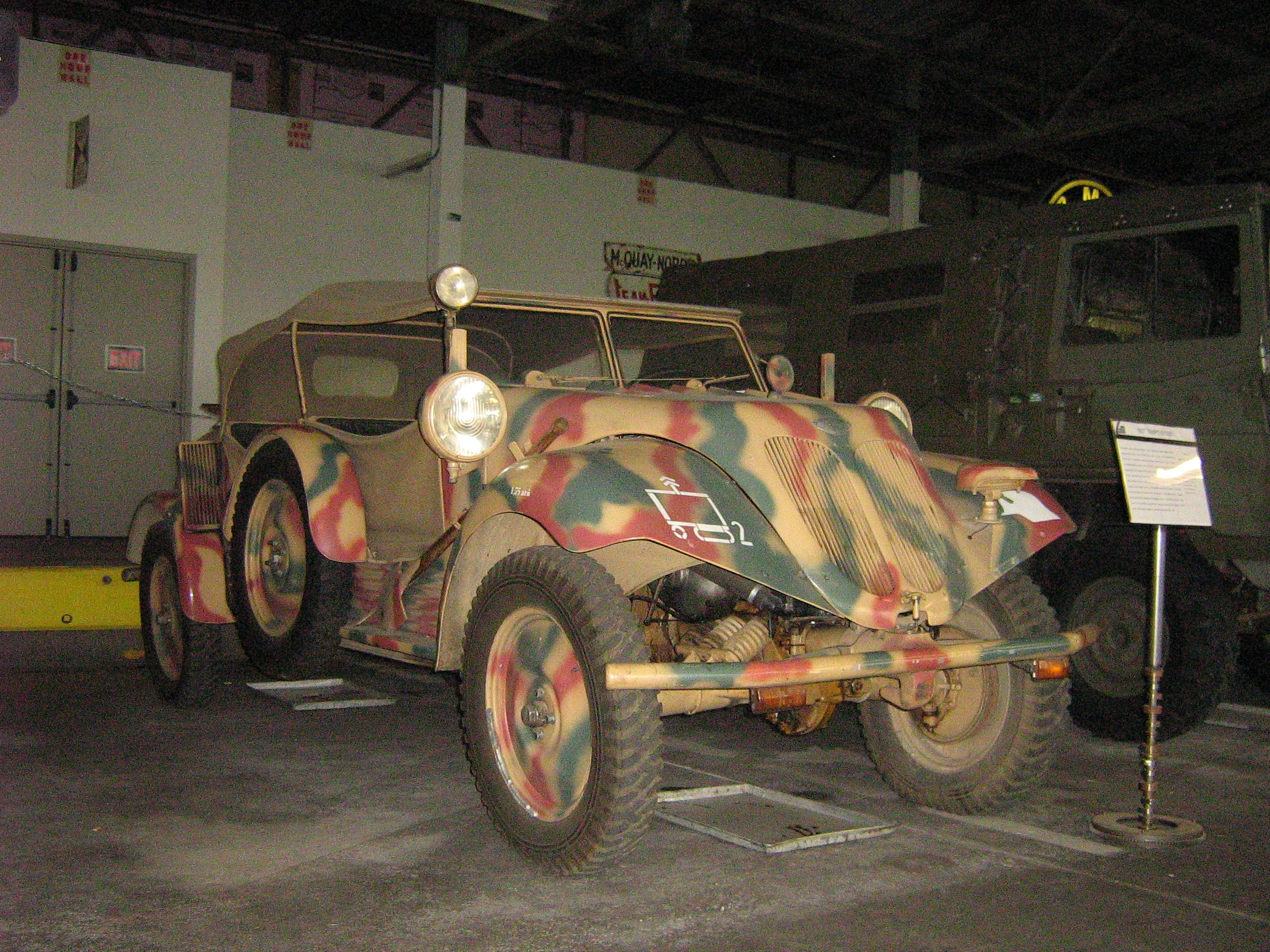
Tempo G 1200

V roce 1935 umožnil úspěch nové tříkolky uvést čtyřkolový nákladní vůz Tempo V600 s pohonem předních kol větším dvoudobým motorem ILO objemu 600 cm³. V roce 1938 ale nacistická vláda stanovila omezení na množství vyráběných typů vedoucí ke konci výroby tohoto modelu.
V letech 1936 až 1944 se vyráběl lehký terénní vůz Tempo G 1200 se dvěma dvoudobými dvouválcovými motory ILO objemu 600 cm³, jeden byl vpředu a druhý vzadu a každý poháněl svou nápravu. Wehrmachtu se ale nezamlouvaly dvoudobé motory a neměl ani důvěru ve schopnost dodávek potřebného množství vozů, G 1200 téměř nepoužíval. Na vývoz do spřátelených zemí se jich vyrobilo víc než 1000. Podobné uspořádání přepřejal Citroën 2CV Sahara.

## Poválečná výroba

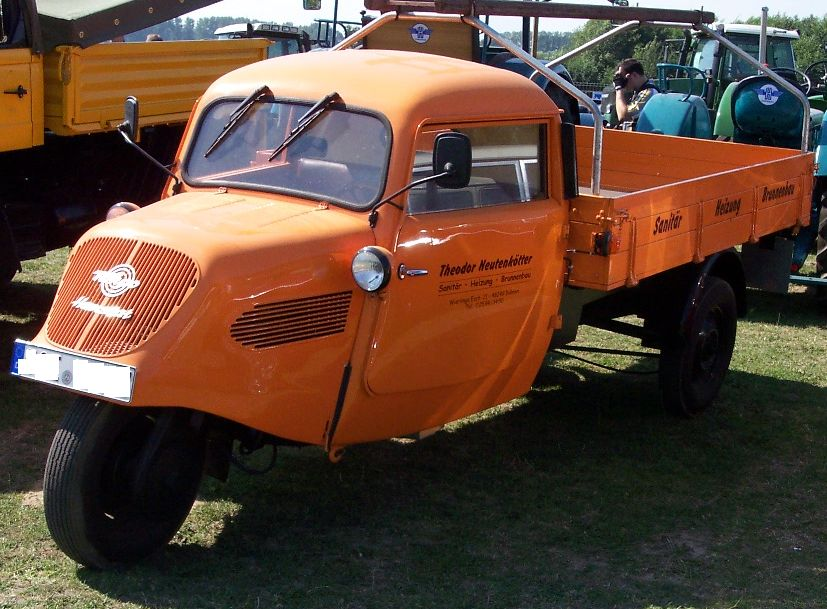
Tempo Hanseat

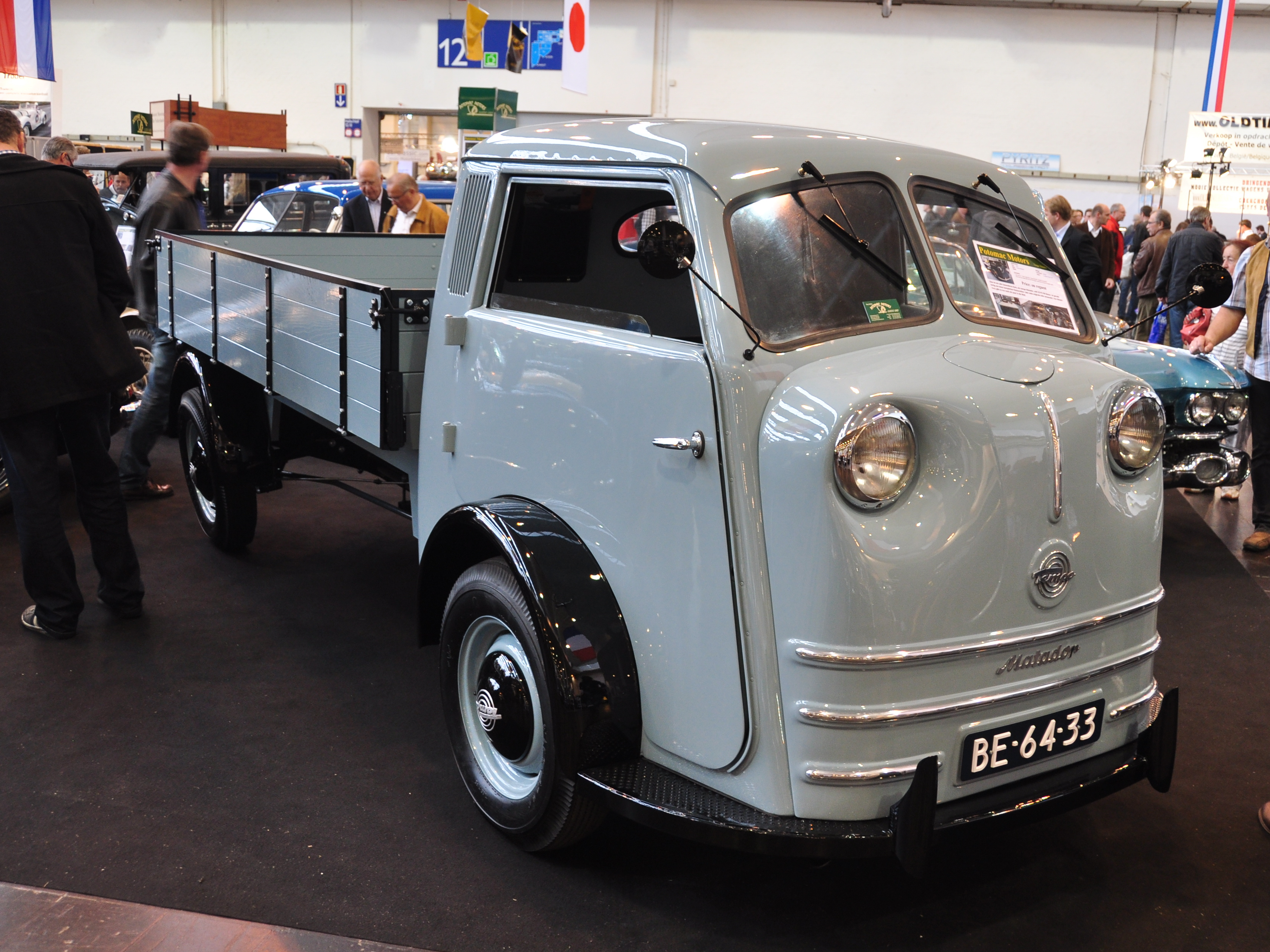
Tempo Matador 1949-1952

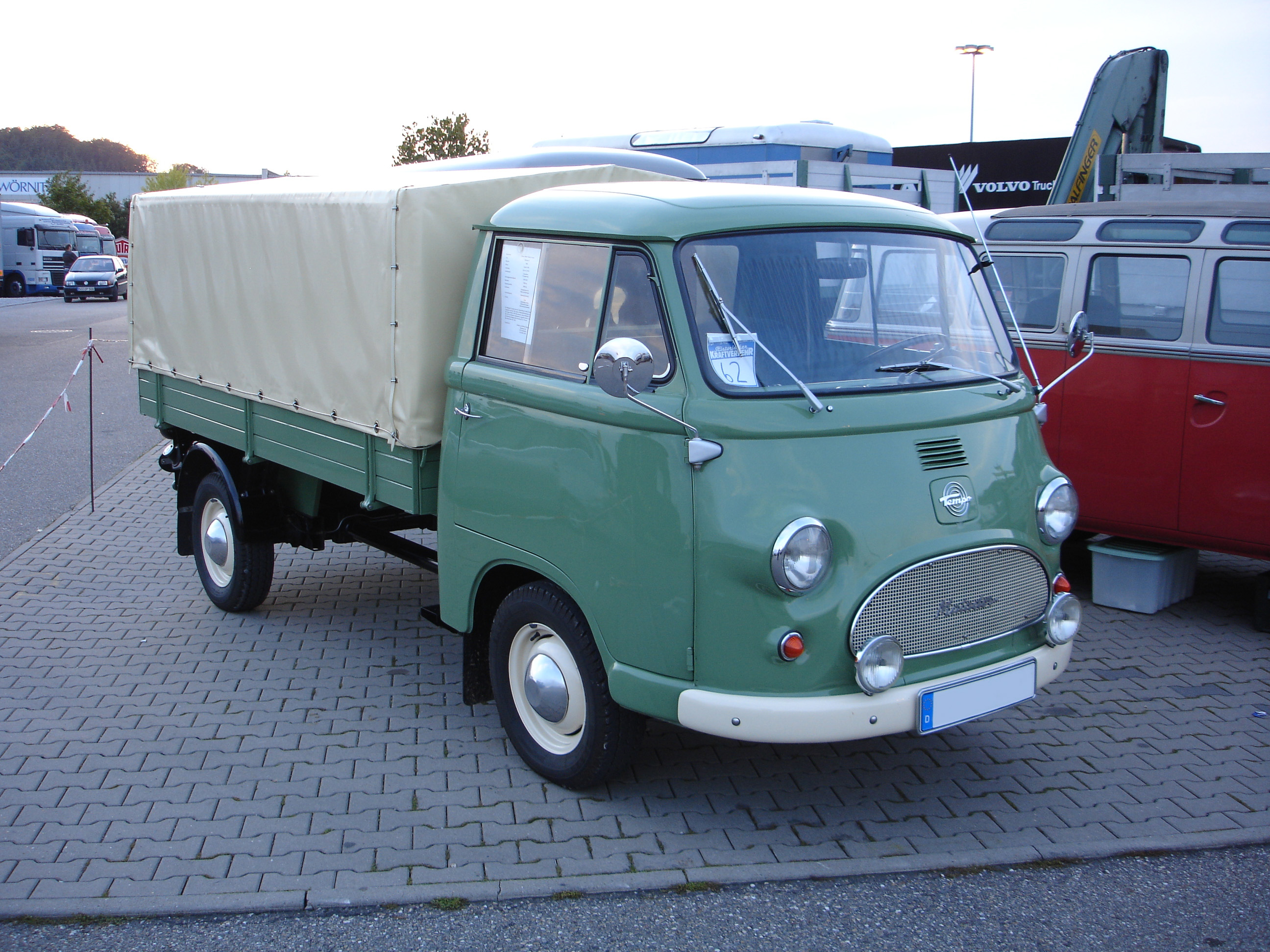
Tempo Matador 1963-67

Po 2. světové válce byla v roce 1947 obnovena kusová výroba užitkových tříkolek, od roku 1949 sériová s označením Hanseat. Ve stejném roce Tempo představila model Matador, dodávku nebo lehký nákladní vůz s plochým čtyřválcovým motorem objemu 1131 cm³ od Volkswagenu v kabině pod sedadly za poháněnou přední nápravou. Prodeje všestranného matadoru byly dobré, Volkswagen ale v roce 1952 ukončil dodávku motorů konkurentovi. Byly nahrazeny tříválcovými dvoudobými motory ILO, které ale byly tak špatné, že je Tempo později bezplatně nahradila motory Heinkel navrženými Hansem Müllerem z porýnského Andernachu, bývalým vedoucím vývoje motorů DKW v saském Zschopau jenž zkonstruoval motor pro Saab 92. Nebyly ale také příliš uspokojivé a výroba velmi klesla.
V roce 1953 byl představen model Wiking, lehčí čtyřkolová dodávka založená na konstrukci Matador poháněná dvouválcovým motorem objemu 452 cm³ společnosti Heinkel. Pomohl udržet výrobu a byl zdatným soupeřem nové generace lehkých dodávek s předním pohonem od DKW, Goliath, Gutbrod a Lloyd, které vytlačovaly hlučné, pomalé a nemotorné tříkolky z ulic německých měst. V letech 1950 až 1954 byl vyvinut pohledný minivůz Tempo 400. Do sériové výroby však nevstoupil. Důvodem mohl být nedostatek prostoru kvůli problematickým dodávkám motorů pro Matador.
V roce 1953 získala Tempo zakázku na dodávku Land Roverů montovaných v Německu pro použití západoněmeckými pohraničními silami. Montovala je z dovážených dílů, karoserii ale stavěla z ocelového místo hliníkového plechu. V letech 1953 až 1956 bylo dodáno 189 vozů. Od roku 1955 dodávala karoserie pro minivůz Heinkel Kabine.
V roce 1956 Oscar Vidal prodal 50 % podniku společnosti Hanomag, která byla součástí ocelářského, těžebního a výrobního konglomerátu Rheinstahl. Získal silného partnera se kterým měla být malá společnost méně zranitelná. Výroba tříkolek Tempo skončila v roce 1956. Od roku 1957 měla dva nové dodavatele motorů. Jedním byl samotný Hanomag se vznětovým motorem objemu 1,8 litru navrženým Borgwardem a druhým společnost British Motor Corporation s čtyřválcovými čtyřdobými motory objemu 948 cm³ pro Wiking a 1 489 cm³ pro Matador které posílala přes Severní moře. Pro zdůraznění změn prošly vozy faceliftem.

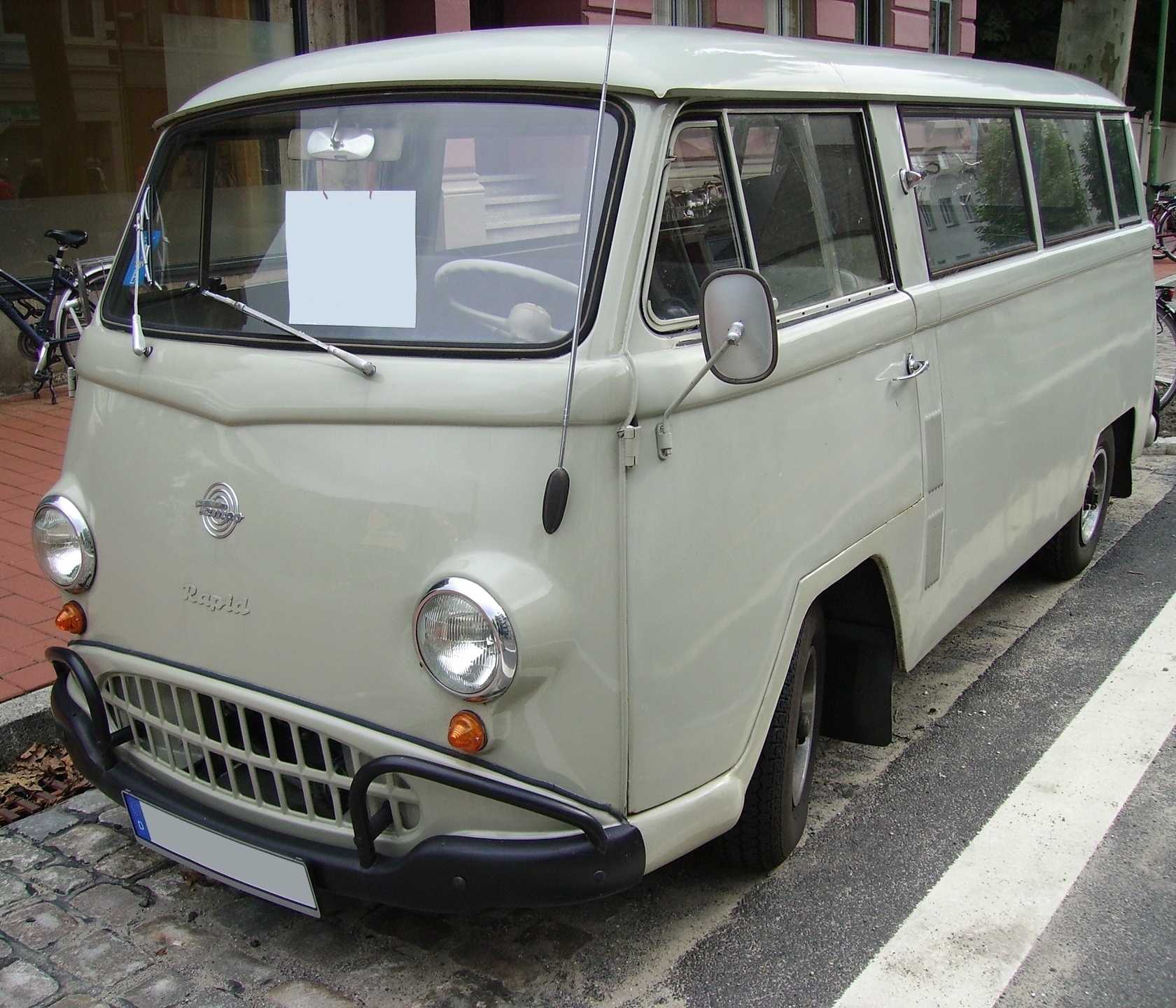
Tempo Rapid

Nové pohonné jednotky znovuoživily Tempo. Vznětový motor byl výhodou proti Fordu a Volkswagenu, které jej nabídly až o několik desetiletí později. Wiking se jmenoval Tempo Wiking Rapid, poté krátce pouze Tempo Rapid.

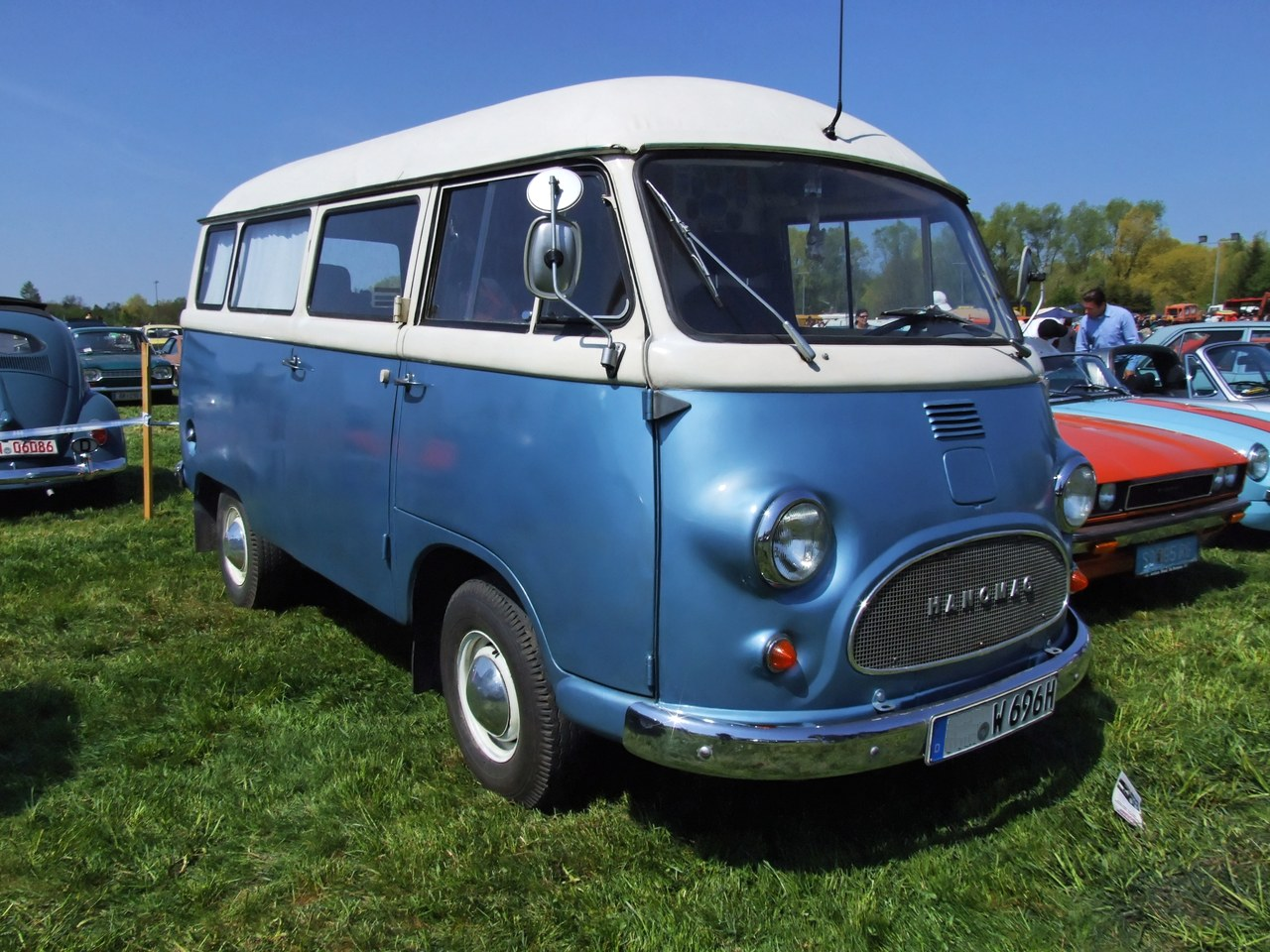
Hanomag

V roce 1963 je nahradil Tempo Matador s otočeným hnacím ústrojím, motor byl před přední nápravou.
V roce 1966 Hanomag koupil zbývající podíly Vidal & Sohn ve společnosti Tempo. Pro Evropu to znamenalo konec značky, vyráběná vozidla byla prodávána pod názvem Hanomag s číselným označením. V letech 1967 až 1970 se vozidla prodávala pod novým názvem „Hanomag-Henschel“. V roce 1971 koupila společnost Hanomag-Henschel a v rámci ní Tempo společnost Daimler-Benz AG. Tempo zůstalo u výroby dodávek až do roku 1977. Mercedes-Benz provedl úpravy, vznětový motor Hanomag nahradil vlastním se zdvihovým objemem 2,0 a 2,2 litru. Malou poptávku po zážehových motorech však uspokojoval britskými motory objemu 1,6 a 1,8 litru. Daimler-Benz získal bez konstrukčních investic konkurenta pro Volkswagen Transporter a Ford Transit. V roce 1977 ho nahradil řadou Mercedes TN.

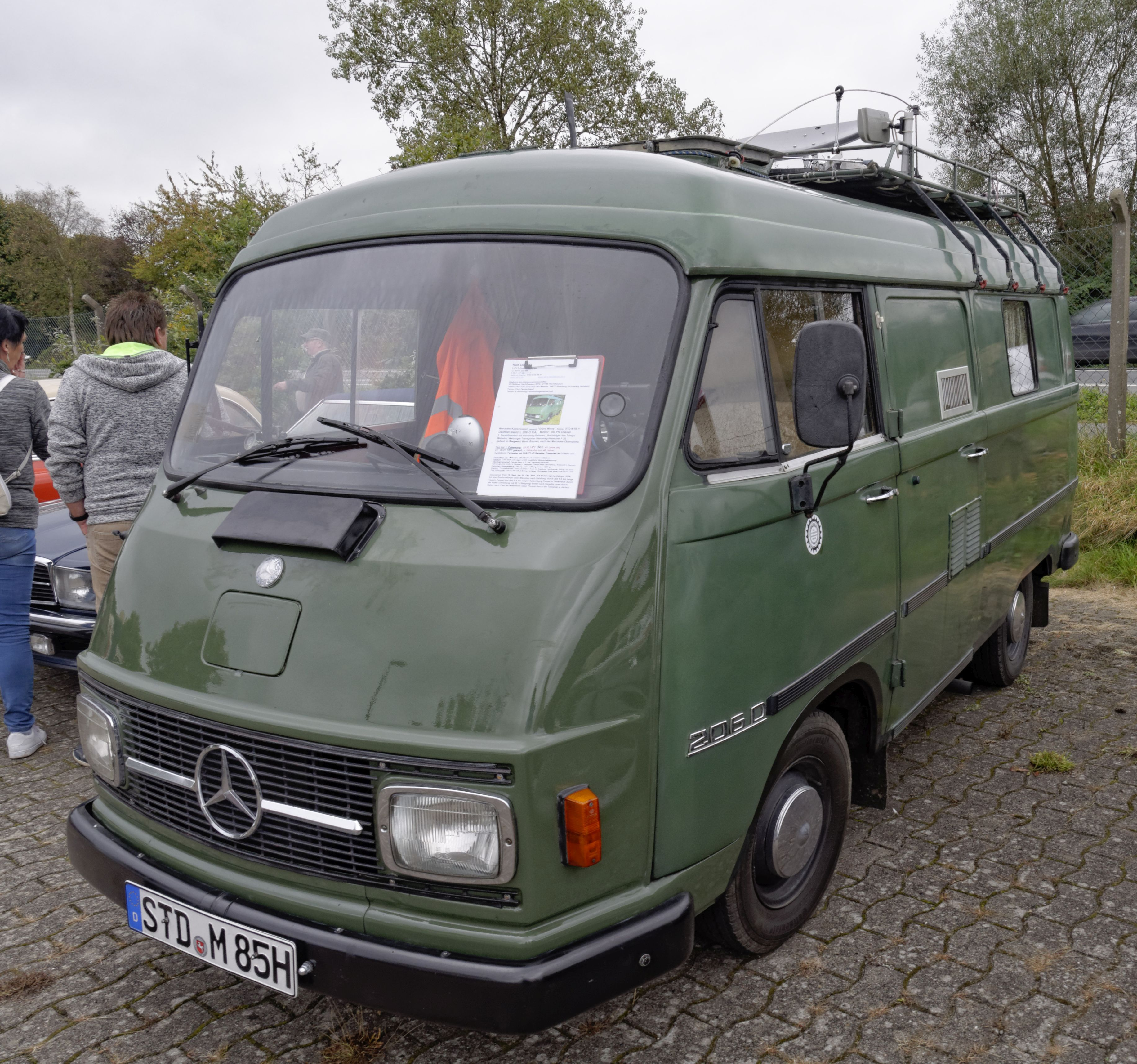
Mercedes-Benz L206D

Od roku 1966 do roku 1977 se všechna vozidla vyráběná společností Tempo prodávala pod jiným názvem, a to buď Hanomag, Rheinstahl-Hanomag, Hanomag-Henschel nebo Mercedes-Benz.
Rozšířená továrna zahájila v prosinci 1983 výrobu Mercedesu-Benz 190.

## Zahraniční
V roce 1958 společnosti Tempo a Bachraj Trading Company oznámily vytvoření společného indického podniku Bajaj Tempo Motors v Goregaonu v Bombaji. Německá Tempo držela 26% podíl, prvním výrobkem byla motorizová tříkolka Hanseat. Pojem Tempo se Indii stal označením pro dodávkový vůz. Někdejší Matador přežil společnost, která jej vytvořila, o 33 let, Bajaj Tempo pokračovala ve výrobě Matadorů až do roku 2000.

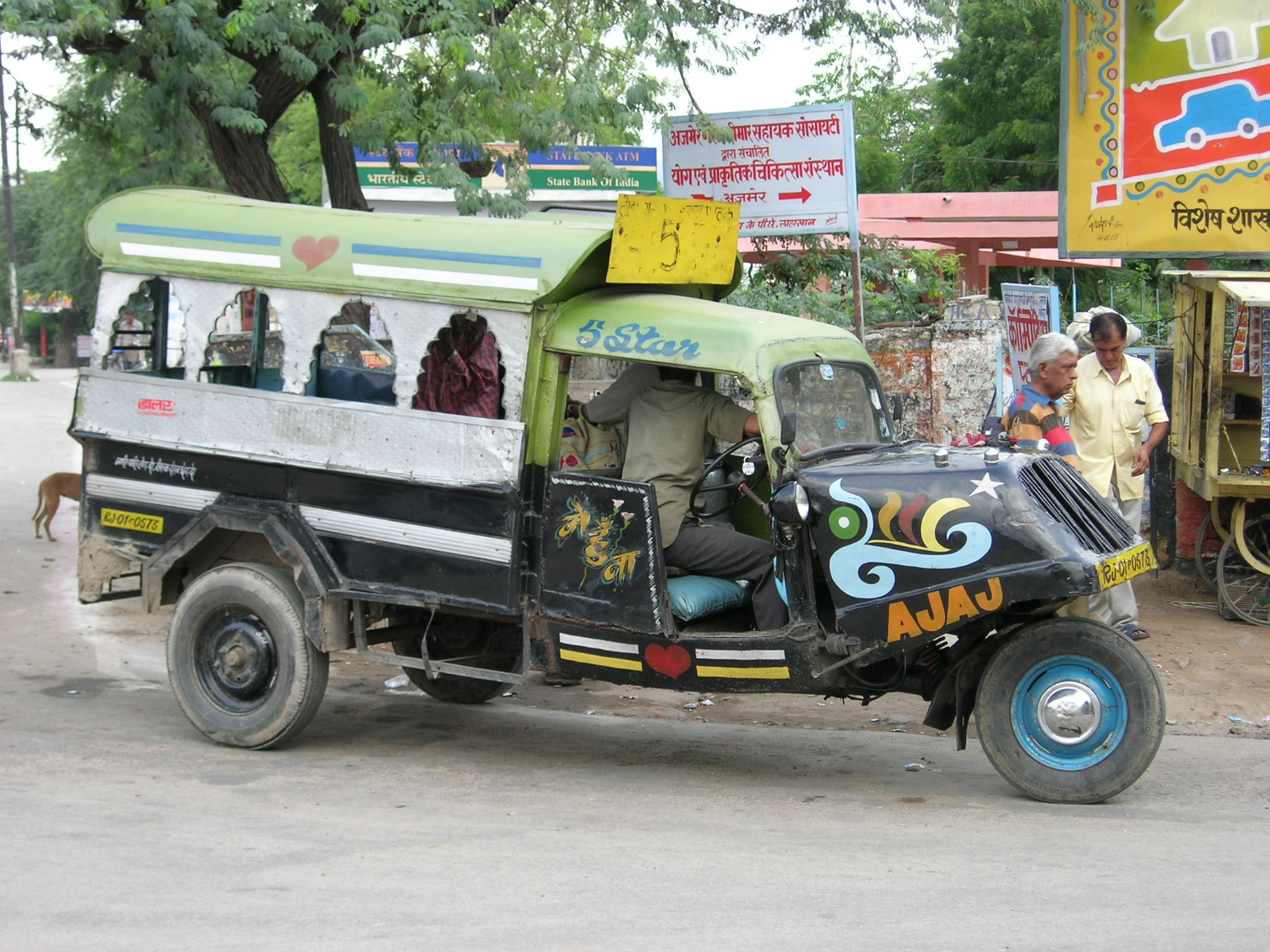
Bajaj Tempo

V roce 1958 zahájila společnost Jensen Motors licenční výrobu modelu Matador pro prodej ve Velké Británii a na některých trzích Britského společenství národů. Univerzální podvozek s pohonem předních kol byl vhodný pro speciální využití. Proti domácí konkurenci však byly drahé, prodeje nízké a výroba skončila v roce 1963.
Ve Španělsku vyráběla společnost Tempo Onieva, kterou později převzal Barreiros, dodávky a lehké nákladní automobily Tempo Viking s dieselovými motory Barreiros.
V Uruguayi vyráběla Tempo Viking a Matador společnost Germania Motors.